# Indogermanische Sprachen

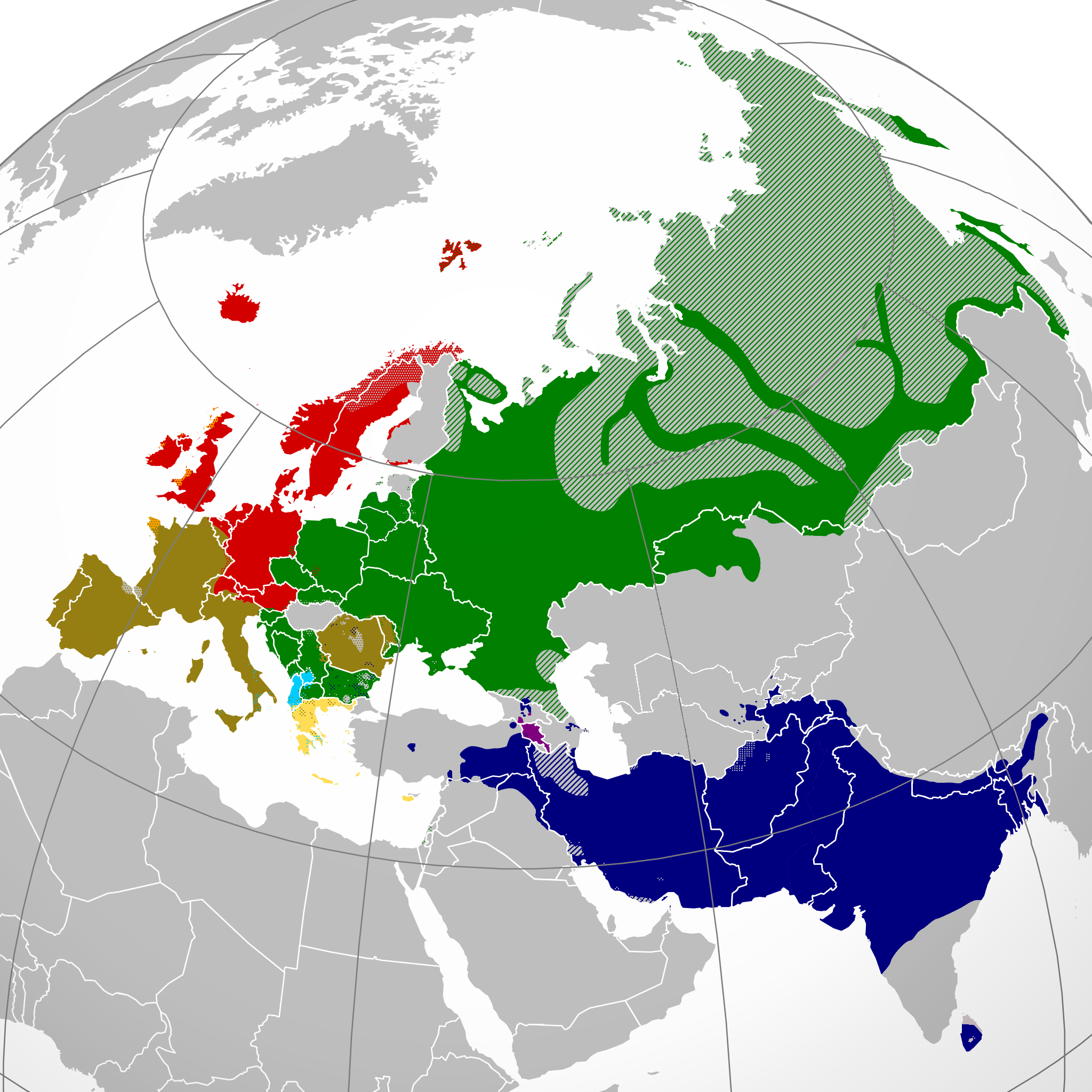
Heutige Verteilung indogermanischer Sprachzweige bzw. Sprachen in Eurasien (Auswahl). Von Westen nach Osten:
Germanische Sprachen
Romanische Sprachen
Slawische Sprachen
Albanisch
Griechisch
Armenisch
Baltische Sprachen
Iranische Sprachen
Indoarische Sprachen
Nicht-indogermanische Sprachen
Indogermanische Sprachen werden außerdem in Amerika, Afrika und Ozeanien gesprochen.

Die indogermanischen oder indoeuropäischen Sprachen bilden mit etwa drei Milliarden Muttersprachlern die sprecherreichste Sprachfamilie der Welt. Beide Bezeichnungen werden gleichbedeutend verwendet. Zur indogermanischen Sprachfamilie gehören zum einen Sprachen, die in Europa entstanden: die germanischen, romanischen, slawischen, baltischen und keltischen Sprachen, außerdem Griechisch, Albanisch und Armenisch. Asiatische Zweige sind die iranischen Sprachen mit Persisch, Paschtu und Kurdisch sowie auf dem indischen Subkontinent die zahlreichen indoarischen Sprachen, zu denen unter anderem Hindi und Urdu zählen.
Die große Verbreitung dieser Sprachfamilie in Eurasien ist das Ergebnis von Völkerwanderungen im Laufe von Jahrtausenden. Durch die europäische Expansion seit dem 15. Jahrhundert verbreiteten sich indogermanische Sprachen auch in Amerika, Afrika und Australien sowie in Sibirien.
Die ältesten historischen Zeugnisse indogermanischer Sprachen sind das Hethitische in Anatolien und das vedische Sanskrit in Indien. Die indogermanischen Sprachen zeigen untereinander weitreichende Übereinstimmungen beim Wortschatz, in der Flexion, in grammatischen Kategorien wie Numerus und Genus sowie im Ablaut. Als gemeinsamer Ursprung wird eine vorgeschichtliche indogermanische Ursprache angenommen, die in Grundzügen durch einen Vergleich der einzelnen Nachfolgesprachen rekonstruiert werden konnte. Die Indogermanistik beschäftigt sich mit dieser Sprachfamilie, insbesondere mit ihrer Entstehung.

## Bezeichnungen
Die ältere Bezeichnung „indogermanisch“ geht auf den im Jahr 1810 vom dänisch-französischen Geografen Conrad Malte-Brun eingeführten Begriff langues indo-germaniques zurück. Malte-Brun begründete die Namensgebung mit der Herrschaft dieser Sprachfamilie „von den Ufern des Ganges bis zu den Gestaden Islands“. Heinrich Julius Klaproth brachte eine deutsche Übersetzung des Begriffs in seiner 1823 erschienenen Asia polyglotta in den deutschsprachigen Raum ein.
Franz Bopp, der Begründer der Indogermanistik, wählte in seinem ab 1833 erschienenen grundlegenden Werk Vergleichende Grammatik des Sanskrit […] die Bezeichnung „indisch-europäischer“ und spätestens ab 1847 „indo-europäischer Sprachstamm“.
Beide Bezeichnungen, „indogermanisch“ und „indoeuropäisch“, sollen die Grenzen des ursprünglichen Verbreitungsgebiets in Eurasien abstecken: „indisch“ im Osten, „germanisch“ im äußersten Westen bzw. „europäisch“ im Westen. Genau genommen verläuft die Achse des Verbreitungsgebiets von Nordwesten nach Südosten (oder umgekehrt). Mit „germanisch“ sind die germanischen Sprachen in Europa gemeint, insbesondere Isländisch weit im Nordwesten.
Bei den Bezeichnungen „indogermanisch“ und „indoeuropäisch“ ist zu beachten, dass nicht alle Sprachen Indiens und auch nicht alle in Europa gesprochenen Sprachen indogermanische Sprachen sind. So gehören die Sprachen Südindiens (etwa Tamil) nicht zu dieser Sprachfamilie. Zu den nicht-indogermanischen Sprachen in Europa zählen Ungarisch, Finnisch und Estnisch (die zur uralischen Sprachfamilie gehören), Türkisch, Tatarisch und weitere Turksprachen (die vom Balkan bis nach Russland vorkommen), Maltesisch (eine semitische Sprache), Tschetschenisch und andere nordostkaukasische Sprachen, Kalmückisch (eine mongolische Sprache in Südrussland), Baskisch (eine isolierte Sprache in Spanien und Frankreich) sowie eine Anzahl von weiteren Regionalsprachen in Nord- und Osteuropa.
Veraltet ist die Bezeichnung „arische Sprachen“, die im 19. Jahrhundert auch in der britischen Linguistik verbreitet war. In der englischsprachigen Literatur wird „Aryan“ jedoch weiterhin für die Untergruppe der indoiranischen Sprachen verwendet.

## Gliederung der indogermanischen Sprachfamilie

### Zweige des Indogermanischen
Zu den indogermanischen Sprachen gehören die folgenden Gruppen heute noch gesprochener Sprachen (geordnet nach der Zahl der Muttersprachler bzw. der Sprecher, zu Fragen der Systematik siehe nächster Abschnitt):
- Indoiranische Sprachen
  - Indoarische Sprachen: über hundert Sprachen (rund eine Milliarde Sprecher)
  - Iranische Sprachen: etwa 50 Sprachen (etwa 150–200 Millionen Muttersprachler, weitere 30–50 Millionen Zweit- oder Drittsprachler)
  - Nuristani-Sprachen: sechs Sprachen (insgesamt etwa 30.000 Sprecher)

- Romanische Sprachen, die aus dem Latein hervorgingen: etwa 15 Sprachen (rund 700 Millionen Muttersprachler, 850 Millionen Sprecher inklusive Zweitsprechern)
- Germanische Sprachen: etwa 15 Sprachen (rund 500 Millionen Muttersprachler, mit Zweitsprechern über 1,5 Milliarden Sprecher)
- Slawische Sprachen: etwa 20 Sprachen (rund 300 Millionen Muttersprachler, 400 Millionen Sprecher inklusive Zweitsprechern)
- Griechisch (über 13 Millionen Muttersprachler)
- Armenisch (ca. 9 Millionen Sprecher)
- Albanisch (ca. 8 Millionen Sprecher)
- Baltische Sprachen: zwei heute noch gesprochene Sprachen (ca. 5 Millionen Sprecher)
- Keltische Sprachen: heute noch etwa sechs Sprachen (über 2,5 Millionen, vor allem Zweitsprachler, alle außer Walisisch gefährdet)

Tote Sprache:
- Latein wurde bis zum Ende des Römischen Reichs gesprochen. Danach wurde es nicht mehr als Muttersprache gelernt, ist also schon lange eine tote Sprache. Es ist aber nicht ausgestorben, da es in den romanischen Sprachen fortlebt, die von ihm abstammen. In bestimmten Bereichen ist Latein noch heute zu hören (Gottesdienste in lateinischer Sprache, Kirchenmusik mit lateinischen Texten).

Ausgestorben (†) sind folgende Gruppen:
- Anatolische Sprachen † mit dem wichtigen Vertreter Hethitisch, der ältesten belegten indoeuropäischen Sprache
- Italische Sprachen † mit Ausnahme von Latein, das alle anderen italischen Sprachen verdrängte und heute eine „tote Sprache“ ist (siehe oben).
- Tocharische Sprachen †

Lediglich in Fragmenten überliefert sind außerdem folgende Sprachen, deren Zugehörigkeit zur indogermanischen Sprachfamilie außer Zweifel steht, deren genauere Zuordnung zu anderen Sprachen jedoch umstritten ist:
- Illyrisch † (möglicherweise die Vorstufe des Albanischen)
- Lusitanisch † (möglicherweise keltisch oder mit dem Keltischen näher verwandt)
- Makedonisch † (möglicherweise mit dem Griechischen näher verwandt)
- Messapisch † (möglicherweise mit dem Illyrischen näher verwandt)
- Phrygisch † (zeigt gemeinsame Entwicklungen mit dem Griechischen und Armenischen)[8]
- Sikulisch † (möglicherweise italisch)
- Thrakisch † (mit den Dialekten Dakisch, Getisch, Moesisch)
- Venetisch † (möglicherweise zum Italischen gehörig)

Einige fragmentarisch überlieferte Sprachen können nicht sicher als indogermanisch identifiziert werden:
- Camunnisch † (möglicherweise keltisch,[9] oder aber mit dem Etruskischen verwandt[10])
- Elymisch † (möglicherweise zum Italischen gehörig)
- Ligurisch † (umstritten ob vorindogermanisch oder indogermanisch, möglicherweise keltisch)[11][12][13]
- Nordpikenisch † (möglicherweise sabellisch[14], griechisch[15] oder illyrisch[16])
- Piktisch † (möglicherweise britannisches Keltisch[17])
- Tartessisch † (möglicherweise keltisch[18])

### Gruppierung in engere Verwandtschaftsverhältnisse
Seit August Schleicher haben Sprachwissenschaftler immer wieder versucht, Sprachzweige in enger verwandte Unterfamilien zusammenzufassen, die sich historisch dann auch auf gemeinsame Zwischensprachen zurückführen lassen müssten. Durchgesetzt haben sich nur wenige, daher wird bei der obigen Liste auf genauere Zuordnungen verzichtet und Streitfälle stehen dort als Einzelgruppen ohne Hinweise auf vermutete Verwandtschaftsverhältnisse.
Unstreitig ist die Zusammenfassung der indoarischen und der iranischen Sprachen als indoiranische Sprachen. Weitgehend anerkannt ist auch die baltisch-slawische Sprachgruppe (Baltoslawisch).
Strittig bleiben eine nähere Verwandtschaft zwischen den italischen und den keltischen Sprachen, die Zuordnung des Venetischen zum Illyrischen oder zu den italischen Sprachen, eine thrakisch-phrygische Sprachgemeinschaft, die Abstammung des Albanischen vom Illyrischen, die Gruppe des Balkanindogermanischen (Griechisch, Armenisch, Albanisch) und vieles mehr.
Einige Forscher stellen die früh abgespaltenen anatolischen Sprachen den gesamten übrigen indogermanischen Sprachen als Primärzweig gegenüber und betrachten das Uranatolische als Schwestersprache des traditionellen Urindogermanischen. Das Anatolische ist in dieser Betrachtensweise keine „indogermanische“ Sprache mehr (ebenso wenig wie z. B. Latein ein slawische Sprache ist), wiewohl es lebendiger und überdies der die mit Abstand archaischsten sprachlichen Merkmale aufweisende Teil der Sprachfamilie ist. Die „historische“ Bezeichnung der Gesamtheit dieser Sprachen als indohethitisch ist zwar prinzipiell richtig, aber überholt, da für solche zusammenfassenden Termini nicht die Einzelsprachen einer Sprachgruppe herangezogen und verwendet werden (z. B. also nicht „indoisländisch“), sondern die übergeordnete Sprachgruppe, in diesem Fall „anatolisch“. Als Bezeichnung für die gemeinsame Vorstufe des Urindogermanischen und des Uranatolischen bildet sich in der Fachwelt zunehmend der moderne Terminus „Urindoanatolisch“ heraus, der eine Sprache bezeichnet, die sich in (1) Uranatolisch und (2) Urindogermanisch aufspaltet. Für den Vorgang selbst ist es unerheblich, ob diese Aufspaltung so stattgefunden hat oder ob sich das Uranatolische als erster Zweig abgespalten hat bzw. aus der Sprachgruppe ausgetreten ist. Die anfängliche Ablehnung dieses Begriffs wird in der neueren Indogermanistik zunehmend revidiert; der anatolische Zweig wird heute wegen seiner sicherlich sehr frühen Abspaltung nicht mehr als einer unter mehreren Primärzweigen des Indogermanischen – wie zum Beispiel Germanisch, Italisch, Keltisch oder Indoiranisch – angesehen.
Zurückgehend auf Peter von Bradke (1890) werden die indogermanischen Sprachen nach dem Einzelkriterium der Entwicklung des palatalisierten /k’/ (zum Beispiel im Zahlwort *k’mtom ‚hundert‘) in sogenannte Kentum- und Satem-Sprachen eingeteilt. Die ursprüngliche Annahme, diese Einteilung gehe auf eine Dialekt-Isoglosse der indogermanischen Ursprache zurück, hat sich mit der Entdeckung des Hethitischen und Tocharischen gegen Anfang des 20. Jahrhunderts als unhaltbar herausgestellt, wurde aber einige Jahrzehnte lang teilweise noch weiter vertreten. Als rein deskriptives Kriterium ist die Einteilung heute noch lebendig.

### Sprachfamilie
Die indogermanischen Sprachen werden als genealogisch verwandt betrachtet, also als „Tochtersprachen“ einer gemeinsamen Ursprungssprache, nämlich des nicht historisch bezeugten Urindogermanischen oder Proto-Indoeuropäischen (PIE). Dass ihre Ähnlichkeit nur durch Angleichung infolge von Sprachkontakt, also nach Art eines Sprachbundes, zustande kam, kann aufgrund der zahlreichen regelmäßigen Entsprechungen ausgeschlossen werden. Die bereits seit langem bekannte Tatsache, dass die romanischen Sprachen als Nachfolger der lateinischen bzw. der vulgärlateinischen Sprache anzusehen sind, sowie einige ähnlich gelagerte Fälle wie die aus dem Altnordischen hervorgegangenen skandinavischen Sprachen, führten zum Konzept der Sprachfamilie. Dieses wurde auch auf solche Gruppen von Sprachen übertragen, die in gleicher Art aus einer gemeinsamen Vorläufersprache hervorgegangen erschienen, ohne dass der Vorläufer durch Texte bekannt war. In solchen Fällen kann immer noch die einstige Existenz einer Vorläufersprache, zumindest hypothetisch, durch Rekonstruktion erschlossen werden. Bei der Rekonstruktion stützt man sich vor allem auf Gemeinsamkeiten der grammatischen Formen und auf verwandte Wörter (Kognaten). Eine hohe Anzahl an Kognaten weist auf eine genealogische Verwandtschaft hin, wenn der zu vergleichende Wortschatz aus dem Grundwortschatz stammt.
Die Archaismen des Urindogermanischen sind heute nur noch in wenigen der modernen Nachfolgesprachen erhalten. Dabei können Sprachen sich in einigen Eigenschaften als konservativ zeigen, in anderen aber große Veränderungen aufweisen. Meinungen, wonach eine Sprache besonders konservativ ist (zum Beispiel oft für das Litauische vertreten), müssen sich also auf konkrete Eigenschaften beziehen und sind nicht zu verallgemeinern. Im Sinne der Stammbaumtheorie sah man früher im Altindischen die gemeinsame Urform des Indoeuropäischen; auch hier ist jedoch eher nur der Lautstand der Konsonanten nahe am ursprünglichen System, wogegen zum Beispiel das Lateinische und besonders das Griechische im Lautstand der Vokale konservativer sind. Gerade diese beiden klassischen Sprachen zählen zu den ganz wenigen Ausnahmen, dass in ihnen grundsprachliches *a und *o nicht zu einem einzigen Laut (meist a, seltener o) zusammengefallen sind.

## Ursprung und Entwicklung der indogermanischen Sprachen
Ausgehend von Wortstämmen, die allen indogermanischen Sprachen gemeinsam sind, versucht die Ethnolinguistik, in Zusammenarbeit mit der Archäologie das Ursprungsgebiet der Indogermanen zu bestimmen und mit prähistorischen Völkern oder Kulturen in Verbindung zu bringen. Bei der Frage nach einer Urheimat ist allerdings immer zwischen einer hypothetischen sprachhistorischen Rekonstruktion örtlicher Einflussgrößen im Rahmen der Herausbildung der frühest fassbaren indogermanischen Wurzelwörter und demgegenüber einer Identifikation von Volk, Sprache und Raum (Kontinuitätstheorie) zu unterscheiden. Keine der nachfolgend dargestellten Herkunfts-Hypothesen hat bisher allgemeine Akzeptanz gefunden.

### Kurgan-Hypothese
Die Kurgan-Hypothese und die eng verwandte Steppen-Hypothese sind Hypothesen, die eine Urheimat weder im Westen in Mitteleuropa, noch im Osten im indischen Raum annehmen, sondern dazwischen, in den Steppen Osteuropas, respektive der Eurasischen Steppe. Als Urheimat gelten nach dieser Hypothese im Wesentlichen die Steppen-Gegenden nördlich des Schwarzen Meeres bis im Osten hin zum Kaspischen Meer, in denen die Kurgankultur verbreitet war.
Sprachwissenschaftler (zum Beispiel J.P. Mallory (1989), A. Parpola (2008), R.S.P. Beekes (2011)) neigen überwiegend zur Steppen-These, die auch von archäologischen Befunden gestützt wird.
Eine genetische Studie, die im April 2024 als Preprint und im Februar 2025 in Nature publiziert wurde, lokalisiert die indogermanische Ursprache in einem Gebiet zwischen Nordkaukasus und dem Unterlauf der Wolga. Dort habe sie sich zwischen 4400 und 4000 v. Chr. herausgebildet. Danach seien Gruppen aus diesem Ursprungsgebiet nach Süden (Anatolien), nach Westen, wo die Jamnaja-Kultur entstand, und nach Nordosten gewandert. Die Wanderung nach Süden entsprach demnach einer primären Abspaltung der anatolischen Sprachen von den übrigen indogermanischen Sprachzweigen.

### Anatolien-Hypothese
Die Anatolien-Hypothese (Anatolien ist ein modernes Exonym für den Begriff Armenisches Hochland) postuliert den Kulturtransfer, vor allem für Sprachen, Ackerbau und Viehhaltung nach Europa durch Einwanderung aus Anatolien. Im engeren Sinne wird darunter die Ausbreitung einer indogermanischen Ursprache vom armenischen Hochland her nach Europa durch und mit der jungsteinzeitlichen Revolution gesehen. Der britische Archäologe Colin Renfrew (1987) gilt als Schöpfer der Anatolien-Hypothese, nach der die Urheimat in Anatolien liegt.
Renfrew (2003) geht von einer graduellen Einwanderung der indoeuropäischen Sprachen aus, auch „indo-hethitisches Modell“ genannt. Die modifizierte Hypothese integriert vor allem neuere Erkenntnisse zur Genetik europäischer Populationen (Ausbreitung von Haplogruppen):
1. Ab 6500 v. Chr. sei die neolithische Expansion aus Anatolien über die Balkanhalbinsel (Starčevo-Kultur, Körös-Kultur) bis zur mitteleuropäischen Bandkeramik erfolgt.[30]
2. Gegen 5000 v. Chr. sei mit der Ausbreitung kupfersteinzeitlicher Kulturen eine Dreiteilung indogermanischer Sprachen auf dem Balkan erfolgt, mit Aufspaltung in einen nordwesteuropäischen Zweig (Donauraum) und einen östlichen Steppenzweig (Vorfahren der Tocharer).
3. Erst nach 3000 v. Chr. sei die Aufspaltung der Sprachfamilien vom Proto-Indogermanischen (Griechisch, Armenisch, Albanisch, Indo-Iranisch, Baltisch-Slawisch) erfolgt.

### Kaukasus-Iran-Hypothese
Die Transkaukasien-Hypothese geht auf die Linguisten Tamas Gamqrelidse und Wjatscheslaw Wsewolodowitsch Iwanow (1984) zurück. Sie steht in starkem Zusammenhang mit der Anatolien-Hypothese, baut aber auf linguistischen sowie späteren genetischen Daten aus den Jahren 2018 und 2019 auf. Analysen zur Ausbreitung der indogermanischen Sprachen weisen auf eine Urheimat im südlichen Kaukasus und dem nördlichen Iran hin.
Eine genetische Studie (Wang, Reich et al., 2018) unterstützt diese These. Den Wissenschaftlern zufolge stimmt die DNA der frühen Indogermanen mit derjenigen der Bewohner des südlichen Kaukasus und des nördlichen Irans überein. Ihnen zufolge wanderten diese Ur-Indogermanen einerseits nach Anatolien und andererseits Richtung Norden in die südlichen Steppenregionen, in denen später die Jamnaja-Kultur entstand.
Auch eine weitere phylogenetische Studie (Heggarty et al. 2023) stützt die Kaukasus-Hypothese für einen Ursprung des Prä-Proto-Indogermanischen, während das Proto-Indogermanische selbst später über die Jamnaja-Kultur und die Pontische Steppe beziehungsweise über die Schnurkeramische Kultur expandierte. Heggarty et al. kommen jedoch, wie die Vorgangsversionen aus dem Hause Russel D. Gray (2003, 2012, 2013), erneut zu viel zu frühen unhaltbaren Ursprungszeiten, die von niemandem akzeptiert werden.

### Weitere Hypothesen
Einige Hypothesen zur Urheimat der Indogermanen stehen im Zusammenhang mit Nationalismus oder einer völkischen Ideologie. In der Vergangenheit galt dies für diverse Mitteleuropa-Hypothesen, die von einer indogermanischen Urbevölkerung in Mitteleuropa ausgingen. Sie blühten in der Zeit des Nationalsozialismus auf und sind widerlegt. Eine vergleichbare Erscheinung ist die Out-of-India-Theorie, die die indogermanische Urheimat in Indien verortet und dort sehr populär ist. Auch sie gilt in der akademischen Fachwelt als widerlegt.

## Geschichte der Indogermanistik
Der florentinische Gelehrte und Kaufmann Filippo Sassetti, der über Konstantinopel und Teheran bis nach Indien reiste, begann sich neben seiner Handelstätigkeit auch für das Sanskrit zu interessieren. Um das Jahr 1585 bemerkte er die auffälligen Wortähnlichkeiten zwischen den indoarischen Sprachen und dem Italienischen.
Bereits 1647 stellte der niederländische Linguist und Gelehrte Marcus Zuerius van Boxhorn erstmals eine grundlegende Verwandtschaft zwischen einer Reihe von europäischen und asiatischen Sprachen fest; ursprünglich bezog er in diese Verwandtschaft die germanischen sowie die „illyrisch-griechischen“ und italischen Sprachen einerseits und das Persische andererseits ein, später fügte er noch die slawischen, keltischen und baltischen Sprachen hinzu. Die gemeinsame Ursprache, von der all diese Sprachen abstammen sollten, bezeichnete van Boxhorn als Skythisch. Er konnte sich allerdings mit dieser These im 17. Jahrhundert noch nicht durchsetzen.
1786 erkannte der englische Orientalist William Jones aus Ähnlichkeiten des Sanskrit mit Griechisch und Latein, dass es für diese Sprachen eine gemeinsame Wurzel geben müsse. Er deutete zudem an, dass dies auch für Keltisch und Persisch gelten könnte.
1808 bezeichnete Friedrich Schlegel Indien als Urheimat der indoeuropäischen Völker und Sprachen. Da es sich mit der biblischen Überlieferung von der Urheimat der Menschen in Asien deckte, wurde der Gedanke schnell aufgenommen.
Der Deutsche Franz Bopp erbrachte 1816 in seinem Buch Über das Conjugationssystem der Sanskritsprache in Vergleichung mit jenem der griechischen, lateinischen, persischen und germanischen Sprache den methodischen Beweis für die Verwandtschaft dieser Sprachen und begründete damit die deutsche Indogermanistik. Diese indogermanische Ursprache ließ sich durch Rekonstruktion gewinnen (siehe dazu: Vergleichende Sprachwissenschaft).

Zur Erklärung, wie sich die indogermanischen Sprachen verbreiteten und dabei weiterentwickelten und differenzierten, sowie zum Problem einer einheitlichen indogermanischen Ursprache versuchen verschiedene Theorien Modelle anzubieten. Vier bekannte Theorien sind die:
- Stammbaumtheorie (August Schleicher)
- Substrattheorie (Hans Krahe, Hermann Hirt)
- Superstrattheorie oder die Theorie der sprachlichen Überlagerung
- Wellentheorie (Hugo Schuchardt, Johannes Schmidt)

Der deutsche Linguist August Schleicher hat versucht, die Entwicklung und Verwandtschaftsstruktur der indogermanischen Sprachen in seiner berühmten Stammbaumtheorie darzustellen. In diesem Stammbaum gibt es sowohl gesicherte als auch spekulative Verzweigungen; letztere betreffen insbesondere ausgestorbene Sprachen, die keine Nachfolgesprachen hinterlassen haben. Schleicher versuchte das hypothetische Urindogermanische zu rekonstruieren, indem er sich ursprünglicher Formen verschiedener indogermanischer Sprachen bediente. Zur Veranschaulichung seiner Rekonstruktion erstellte Schleicher sogar einen hypothetischen indogermanischen Text, die indogermanische Fabel Das Schaf und die Pferde – in seiner Übersetzung: „Avis akvasasca“.
Hermann Hirt begründete die Substrattheorie und gebrauchte dabei das Bild von Sprachschichten, die sich überlagern. Eine Grundsprache, das Substrat, wäre demnach durch Sprachmischung infolge wandernder indogermanischer Ethnien modifiziert worden, sei es durch Überlagerung (Superstrat) oder Anlagerung (Adstrat) einer Kontaktsprache.
Von Hugo Schuchardt und Johannes Schmidt stammte die Wellentheorie. Sie ersetzt die Vorstellung eines Stammbaums, welcher sich aus einer indogermanischen Ursprache entwickelt haben soll, durch das Modell von Wellen in konzentrischen Kreisen, die mit zunehmender Entfernung vom Mittelpunkt immer schwächer werden. Gemäß diesem Modell haben sich die verschiedenen indogermanischen Sprachgruppierungen und Einzelsprachen aus nur relativ einheitlichen Ursprüngen ausgegliedert, und in der Folge seien durch wellenartige Verbreitung sprachlicher Neuerungen mannigfaltige Übergangsdialekte entstanden.
Es können sowohl Wortwurzeln als auch morphologische und phonologische, ja sogar (mit Einschränkungen) syntaktische Merkmale des Indogermanischen rekonstruiert werden. Eine Grundsprache im Sinne eines vollständigen Kommunikationssystems wird mit dieser Rekonstruktion jedoch nicht erreicht.

## Indogermanisch und andere Sprachfamilien
Auch über Außenbeziehungen des Indogermanischen gibt es zahlreiche Hypothesen. Zu den im Folgenden angeführten Sprachfamilien werden in der wissenschaftlichen Literatur engere Beziehungen aufgezeigt:
- zum Uralischen. Diese dürften besonders auf Sprachkontakt mit dem östlichen Indogermanischen beruhen und liegen im Bereich des Wortschatzes, auch beim Pronominalsystem,[39] und der Morphologie.
- zum Kartwelischen. Die beiden Sprachgruppenen weisen Übereinstimmungen im morphonologischen System auf.
- zum Semitischen. Obwohl bei einer Urheimat des Indogermanischen nördlich des Kaukasus keine besonderen Beziehungen zu erwarten wären, sind solche aufgezeigt worden, die gar an eine Urverwandtschaft der beiden Sprachen denken lassen.

Der US-amerikanische Linguist Joseph Greenberg hat aufgrund lexikalischer und grammatischer Gemeinsamkeiten eine eurasiatische Makro-Sprachfamilie vorgeschlagen. Sie umfasst insbesondere die drei relativ umfangreichen indogermanischen, uralischen und altaischen Sprachfamilien sowie einige Kleinfamilien und Einzelsprachen Eurasiens, jedoch ausdrücklich nicht Afroasiatisch. Diese Makro-Sprachfamilie deckt sich somit teilweise mit dem Nostratischen, wobei auch grundlegendere Gemeinsamkeiten beiderseitig von Greenberg und Allan R. Bomhard festgestellt wurden.

### Allgemeines, wissenschaftliche Publikationen
- Hans J.J.G. Holm: Die ältesten Räder der Welt – von den Indogermanen erfunden oder nur bei ihrer Ausbreitung benutzt? Neueste archäologische und sprachwissenschaftliche Ergebnisse. Inspiration Unlimited 2024, ISBN 978-3-945127-54-4.
- Wolfram Euler: Die Rolle von Etymologie und Grammatik in Sprachentwicklung und Sprachverwandtschaft – Gesetzmäßigkeiten und Regeln. In: Studia Etymologica Cracoviensia. Band 17, 2012, S. 25–66 (PDF; 508,3 kB).
- Émile Benveniste: Le vocabulaire des institutions indoeuropéennes. 2 Bände. Éditions de Minuit, Paris 1969, ISBN 2-7073-0050-0.
- Helmut Rix (Hrsg.): Lexikon der indogermanischen Verben (LIV). Die Wurzeln und ihre Primärstammbildungen. 2., erweiterte und verbesserte Auflage, Reichert, Wiesbaden 2001, ISBN 3-89500-219-4.
- Dagmar S. Wodtko, Britta Irslinger, Carolin Schneider: Nomina im Indogermanischen Lexikon (= Indogermanische Bibliothek. 2. Reihe: Wörterbücher). Winter, Heidelberg 2008, ISBN 978-3-8253-5359-9.

### Grundlagen und Lehrbücher
- Robert S.P. Beekes: Vergelijkende taalwetenschap. Een inleiding in de vergelijkende Indo-europese taalwetenschap. Het Spectrum, Amsterdam 1990 (niederländisch).
  - englisch: Comparative Indo-European Linguistics. An Introduction. 2. Auflage. Übersetzt von UvA Vertalers, Paul Gabriner. John Benjamins, Amsterdam/Philadelphia 2011 (1. Auflage 1995), ISBN 1-55619-505-2.
- Warren Cowgill: Indogermanische Grammatik. Band I: Einleitung; Band II: Lautlehre. Begründet von Jerzy Kuryłowicz, Hrsg.: Manfred Mayrhofer. Indogermanische Bibliothek, Reihe 1, Lehr- und Handbücher. Winter, Heidelberg 1986.
- Benjamin W. Fortson IV: Indo-European Language and Culture. An Introduction. 2004; 2. Auflage Wiley-Blackwell, Malden, MA / Chichester 2010, ISBN 978-1-4051-8896-8.
- Matthias Fritz, Michael Meier-Brügger: Indogermanische Sprachwissenschaft. 10., völlig neu bearbeitete Auflage. De Gruyter, Berlin 2021, ISBN 978-3-11-059832-2.
- Oswald Szemerényi: Einführung in die vergleichende Sprachwissenschaft. 4. Auflage. Wissenschaftliche Buchgesellschaft, Darmstadt 1990, ISBN 3-534-04216-6.
- Eva Tichy: Indogermanistisches Grundwissen. Hempen, Bremen 2000, ISBN 3-934106-14-5.

### Historische Werke
- Berthold Delbrück: Einleitung in das Studium der indogermanischen Sprachen. Ein Beitrag zur Geschichte und Methodik der vergleichenden Sprachforschung (= Bibliothek indogermanischer Grammatiken. Band 4). 5. Auflage. Breitkopf & Härtel, Leipzig 1908 (Digitalisat).
- Iohann [sic] Arnold Kanne: Ueber die Verwandtschaft der griechischen und teutschen Sprache. Rein, Leipzig 1804 (Digitalisat).
- Rasmus Christian Rask: Undersögelse om det gamle Nordiske eller Islandske Sprogs Oprindelse. Gyldendalske Boghandlings Forlag, Kopenhagen 1818 (Digitalisat).
- Friedrich Schlegel: Ueber die Sprache und Weisheit der Indier. Ein Beitrag zur Begründung der Alterthumskunde. Mohr und Zimmer, Heidelberg 1808 (Digitalisat).
- August Schleicher: Compendium der vergleichenden Grammatik der indogermanischen Sprachen. Böhlau, Weimar 1861 (Digitalisat).

### Beziehungen zu anderen Sprachfamilien
Kartwelisch
- Franz Bopp: Die kaukasischen Glieder des indoeuropäischen Sprachstamms. (Digitalisat) Berlin 1847.
- Thomas V. Gamkrelidze: Kartvelian and Indo-European. A Typological Comparison of Reconstructed Linguistic Systems. In: Bulletin of the Georgian National Academy of Sciences, Band 2, Nr. 2, 2008, S. 154–160.
- Thomas V. Gamkrelidze, Givi I. Mačavariani: Sonantensystem und Ablaut in den Kartwelsprachen. Tübingen 1982.

Nostratisch
- Allan R. Bomhard: Nostratic, Eurasiatic, and Indo-European. In: Brian D. Joseph, Joseph C. Salmons (Hrsg.): Nostratic: Sifting the Evidence. Amsterdam [u. a.]: John Benjamins, 1998, S. 17–49.
- Allan R. Bomhard: Reconstructing Proto-Nostratic. (Digitalisat von Band 1 und Band 2). Leiden: Brill, 2008.

Semitisch/Afroasiatisch
- Václav Blažek: Indo-European Laryngeals in Afroasiatic perspective. In: Journal of Language Relationship 5, 2011, S. 1–22.
- Allan R. Bomhard: The ‘Indo-European-Semitic’ Hypothesis Re-examined. In: The Journal of Indo-European Studies, Band 5, Nr. 1 (spring 1977), S. 55–99.
- Linus Brunner: Die gemeinsamen Wurzeln des semitischen und indogermanischen Wortschatzes – Versuch einer Etymologie. Francke, Bern/München 1969.
- Hermann Möller: Semitisch und Indogermanisch – 1. Teil: Konsonanten. (Digitalisat) Kopenhagen 1906.
- Hermann Möller: Vergleichendes indogermanisch-semitisches Wörterbuch. (Digitalisat) Göttingen ²1970 (unveränderter Nachdruck der ¹1911).
- Hermann Møller: Die semitisch-vorindogermanischen laryngalen Konsonanten. (Digitalisat) (= D. Kgl. Danske Vidensk. Selsk. Skrifter, 7. Reihe, Historische und philosophische Abteilung, Band IV.1) Kopenhagen, 1917.
- Albert Schott: Indogermanisch-Semitisch-Sumerisch. In: Helmut Arntz (Hrsg.): Germanen und Indogermanen, Band 2, S. 45–95. Heidelberg 1936.

Uralisch
- Björn Collinder: Indo-uralisches Sprachgut. In: Uppsala Universitets Årsskrift 1934. Filosofi, Språkvetenskap och historiska vetenskaper I, S. 1–116. Uppsala 1934.
- Hermann Jacobsohn: Arier und Ugrofinnen. Göttingen 1922.
- Hans Jensen: Indogermanisch und Uralisch. In: Helmut Arntz (Hrsg.): Germanen und Indogermanen, 2. Band, S. 171–181. Heidelberg 1936.
- Aulis Joki: Uralier und Indogermanen. Die älteren Berührungen zwischen den uralischen und indogermanischen Sprachen. (= Suomalais-ugrilaisen seuran toimituksia, 151) Helsinki 1973.
- Alexei Kassian, Mikhail Zhivlov, George Starostin: Proto-Indo-European-Uralic Comparison from the Probabilistic Point of View. In: Journal of Indo-European Studies 43, 2015, S. 301–347.
- Károly Rédei: Zu den indogermanisch-uralischen Sprachkontakten. Wien 1986.

### Archäologie und Urheimat
- David W. Anthony: The Horse, the Wheel and Language. How Bronze-Age Riders from the Eurasian Steppes Shaped the Modern World. Princeton University Press, Princeton (NJ) 2007, ISBN 978-0-691-14818-2.
- David W. Anthony, Don Ringe: „The Indo-European Homeland from Linguistic and Archaeological Perspectives“. In: Annual Review of Linguistics. Heft 1, 2015, S. 199–219 (annualreviews.org).
- Luigi Luca Cavalli-Sforza: Gene, Völker und Sprachen. Die biologischen Grundlagen unserer Zivilisation. dtv, München 2001, ISBN 3-423-33061-9
- Thomas W. Gamkrelidse, Wjatscheslaw Iwanow: Die Frühgeschichte der indoeuropäischen Sprachen. In: Spektrum der Wissenschaft. Dossier. Die Evolution der Sprachen. Spektrumverlag, Heidelberg 2000,1, ISSN 0947-7934, S. 50–57.
- Marija Gimbutas: The Kurgan Culture and the Indo-Europeanization of Europe. Selected Articles from 1952 to 1993. Institute for the Study of Man, Washington 1997, ISBN 0-941694-56-9
- Marija Gimbutas: Das Ende Alteuropas. Der Einfall von Steppennomaden aus Südrussland und die Indogermanisierung Mitteleuropas. In: Archeolingua. series minor 6. jointly ed. by the Archaeological Institute of Hungarian Academy of Sciences and the Linguistic Institute of the University of Innsbruck. Archaeolingua Alapítvány, Budapest 1994 (auch als Buch). ISSN 1216-6847 ISBN 3-85124-171-1
- James P. Mallory: In Search of the Indo-Europeans. Language, Archaeology and Myth. Thames & Hudson, London 1989, ISBN 0-500-27616-1
- James P. Mallory, D. Q. Adams (Hrsg.): Encyclopedia of Indo-European Culture. Fitzroy Dearborn, London 1997, ISBN 1-884964-98-2
- Georges-Jean Pinault: La langue poétique indo-européenne – actes du colloque de travail de la Société des Études Indo-Européennes. Leuven, Peeters, 2006, ISBN 90-429-1781-4
- Colin Renfrew: Archaeology and Language. The Puzzle of Indo-European Origins. 2. Auflage. University Press, Cambridge 1995 (1. Auflage 1987), ISBN 0-521-38675-6
- Colin Renfrew: Die Indoeuropäer – aus archäologischer Sicht. In: Spektrum der Wissenschaft. Dossier. Die Evolution der Sprachen. Spektrumverlag, Heidelberg 2000, ISSN 0947-7934, S. 40–48.
- Elmar Seebold: Versuch über die Herkunft der indogermanischen Verbalendungssysteme. In: Zeitschrift für Vergleichende Sprachforschung. Band 85, Nummer 2, 1971, S. 185–210.
- Jürgen E. Walkowitz: Die Sprache der ersten europäischen Bauern und die Archäologie In: Varia neolithica III, 2004, ISBN 3-937517-03-0

### Populäre Darstellungen
- Milan Machovec: Heimat Indoeuropa: Das Leben unserer Vorfahren aufgrund eines Vergleichs einzelner Sprachen. Verlagsatelier Wagner, Linz 2002, ISBN 3-9500891-9-5
- Reinhard Schmoeckel: Die Indoeuropäer. Bastei Lübbe, Bergisch Gladbach 1999, ISBN 3-404-64162-0. Das Werk findet sich nur in drei deutschen Uni-Bibliotheken.
- Harald Wiese: Eine Zeitreise zu den Ursprüngen unserer Sprache. Wie die Indogermanistik unsere Wörter erklärt. 2. Auflage. Logos Verlag, Berlin 2010, ISBN 978-3-8325-1601-7.